# Lindelofia campanulata
Lindelofia campanulata är en strävbladig växtart som beskrevs av Harald Harold Udo von Riedl. Lindelofia campanulata ingår i släktet Lindelofia och familjen strävbladiga växter. Inga underarter finns listade i Catalogue of Life.